# Vrch Baba u Kosmonos
Přírodní rezervace Vrch Baba u Kosmonos byla vyhlášena roku 1950 a nachází se mezi Bakovem nad Jizerou, Kosmonosy a Horními Stakorami, v okrese Mladá Boleslav. Důvodem ochrany je komplex lesních a nelesních přírodě blízkých ekosystémů s koncentrací významných typů biotopů na rozložitém neovulkanickém vrchu resp. souvrší Baba. Chráněné území je v péči Krajského úřadu Středočeského kraje.

## Popis oblasti
V krajině významný vrch je tvořen vypreparovanými neovulkanickými komíny Baby (363 m n. m.) a Dědka (358 m n. m.). Ty pozůstávají z žil olivinického nefelinitu (druh čediče) a komínových brekcií, které prorážejí křídové slíny. Oba vrcholy jsou narušeny jednak četnými trhlinami, jednak starou těžbou. Význačné jsou četné sesuvy. Na vulkanitech jsou půdními typy rankery a eubazické hnědé lesní půdy, na slínovcích půdy rázu pararendzin. Ve stromovém patru habrové doubravy dominují duby zimní (Quercus petraea) a letní (Quercus robur), habr obecný (Carpinus betulus), javor babyka (Acer campestre) a mléč (Acer platanoides), lípa malolistá (Tilia cordata), jeřáb břek (Sorbus torminalis), jasan ztepilý (Fraxinus excelsior), třešeň ptačí (Prunus avium), hrušeň polnička (Pyrus pyraster). Stejně významná jsou společenstva teplomilných doubrav. V keřovém patru najdeme hlohy (Crataegus), trnku (Prunus spinosa), ptačí zob (Ligustrum) a svídu krvavou (Cornus sanguinea). Bohaté je hlavně bylinné patro, jenž tvoří např. dymnivka dutá (Corydalis cava), plicník lékařský (Pulmonaria officinalis), sasanka hajní (Anemonoides nemorosa) a pryskyřníkovitá (Anemone ranunculoides). Z typických a dominantních druhů je zde např. kamejka modronachová (Aegonychon purpurocaeruleum), tolita lékařská (Vincetoxicum hirundinaria), medovník meduňkolistý (Melittis melissophyllum), na celém území roste roztroušeně lilie zlatohlávek (Lilium martagon). Jedinečný je soubor vstavačovitých rostlin.

## Galerie

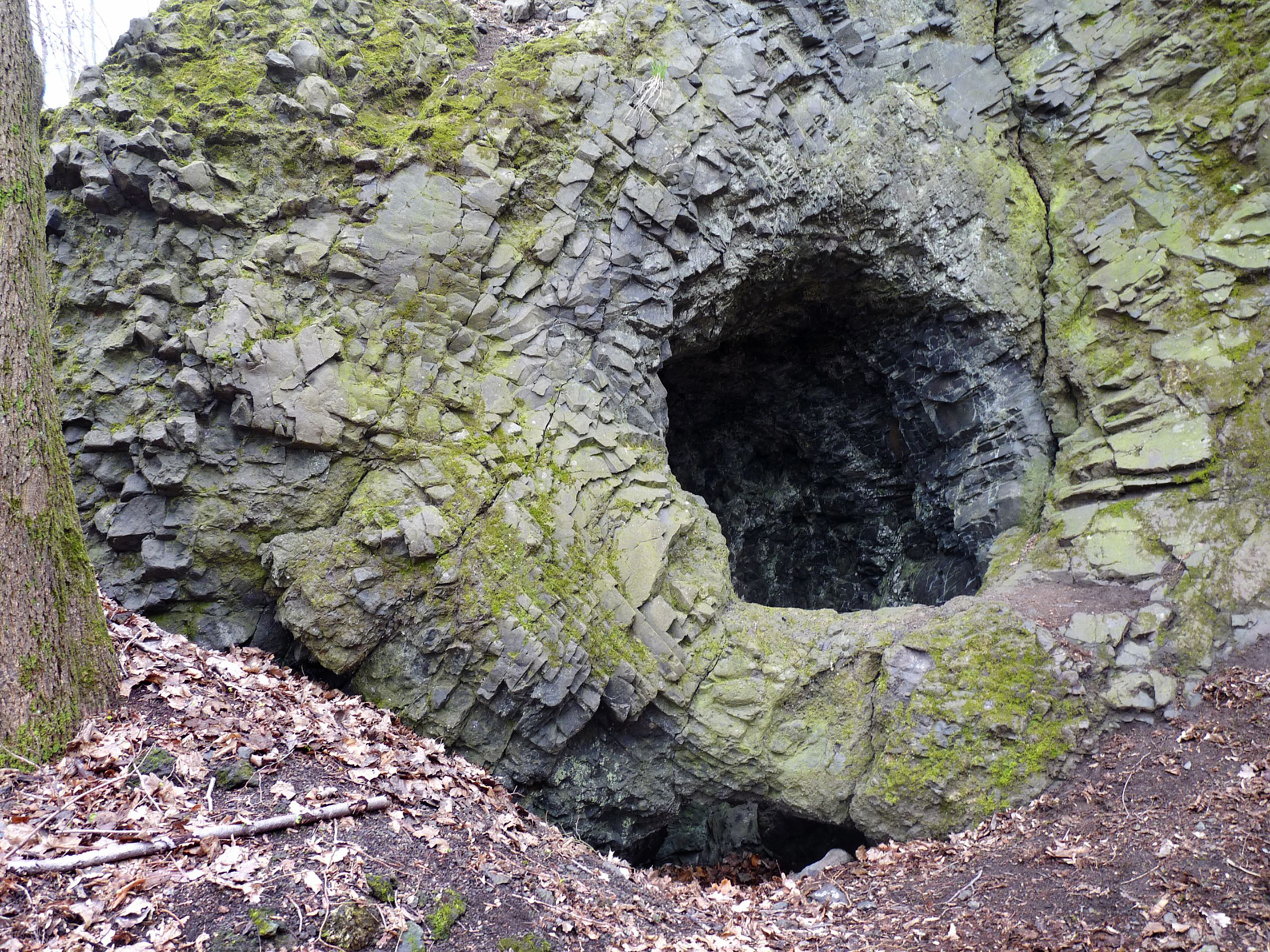
Vulkanické horniny
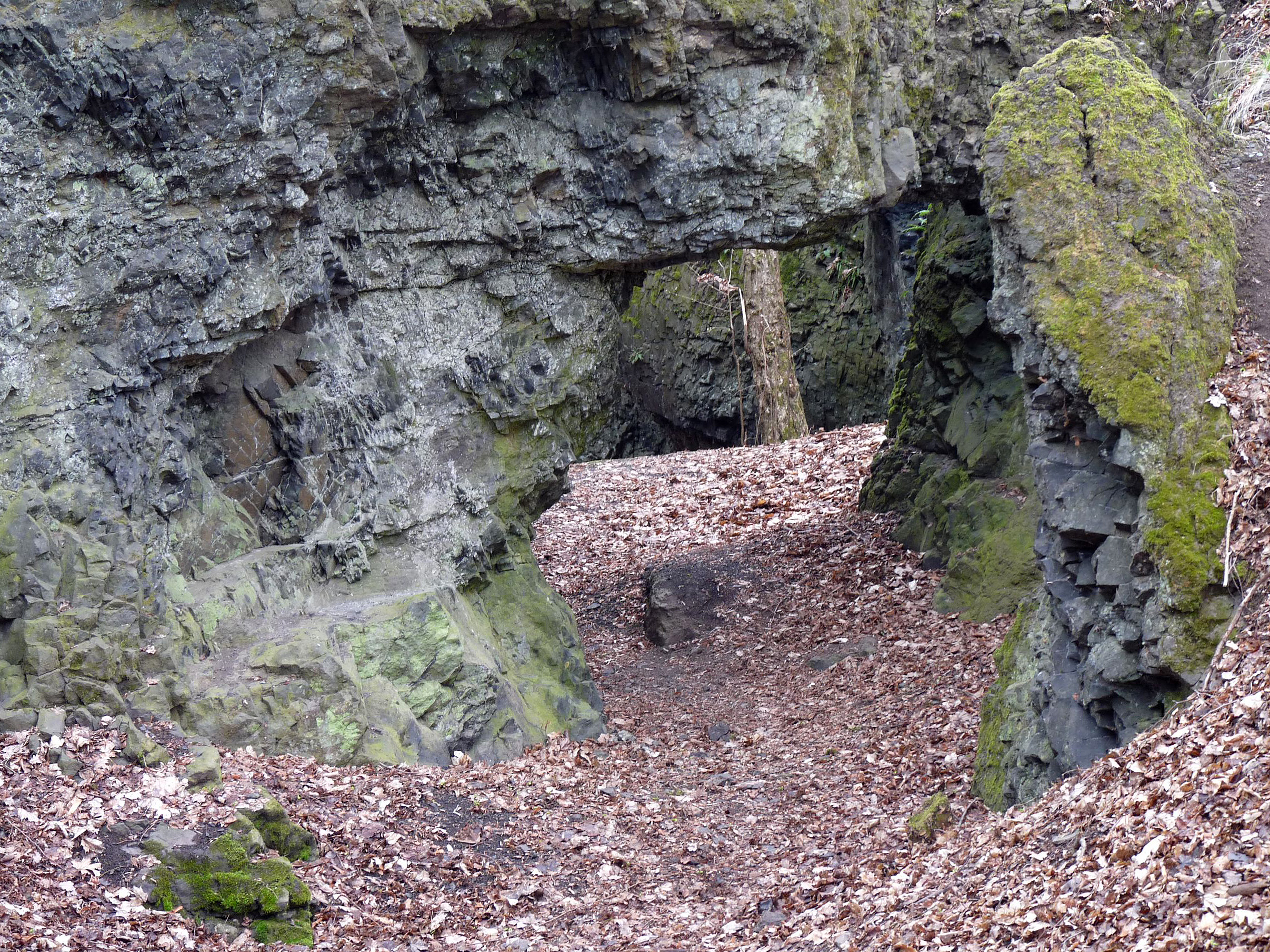
Skalní brána
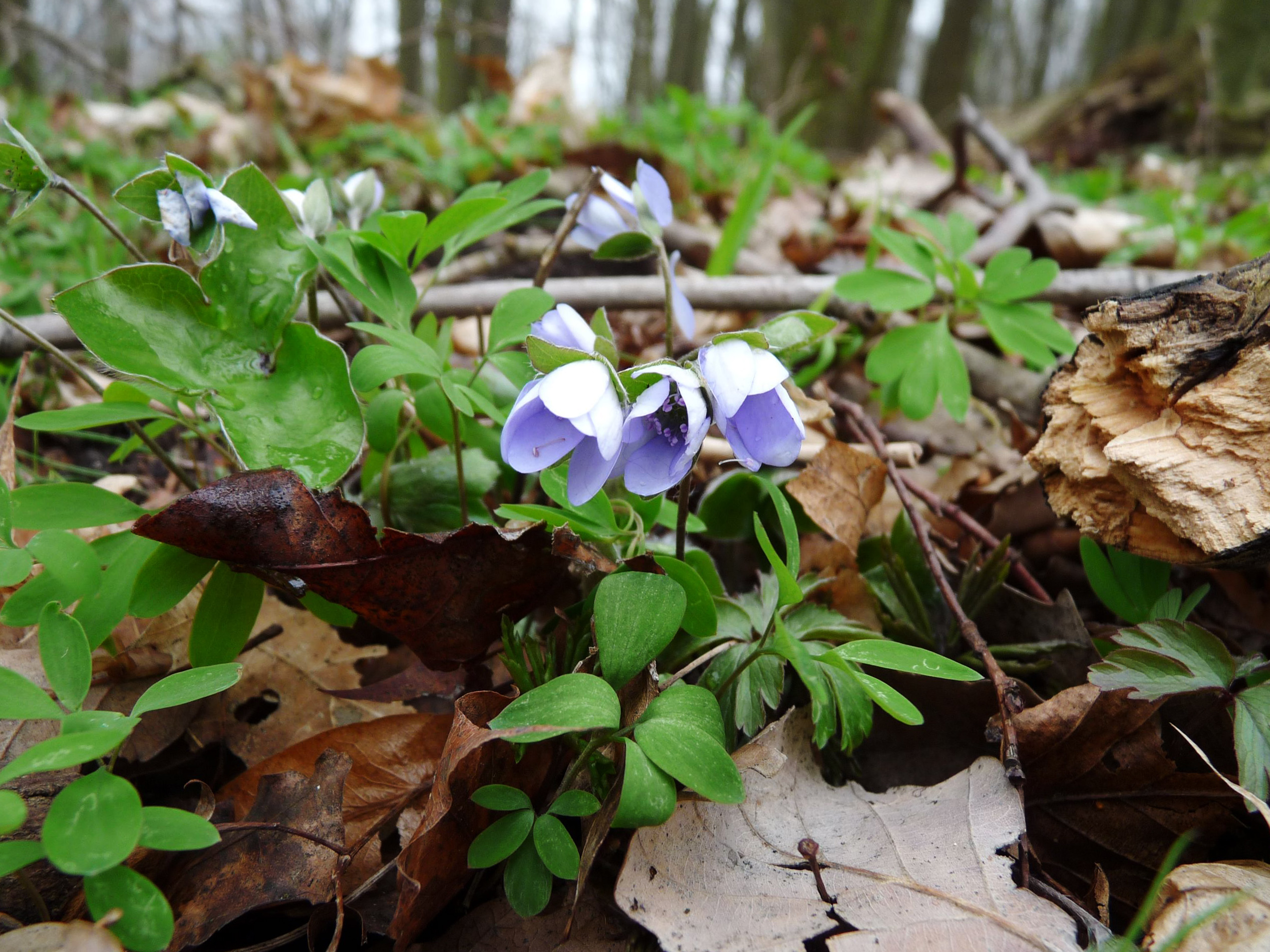
Jaterník podléška v rezervaci
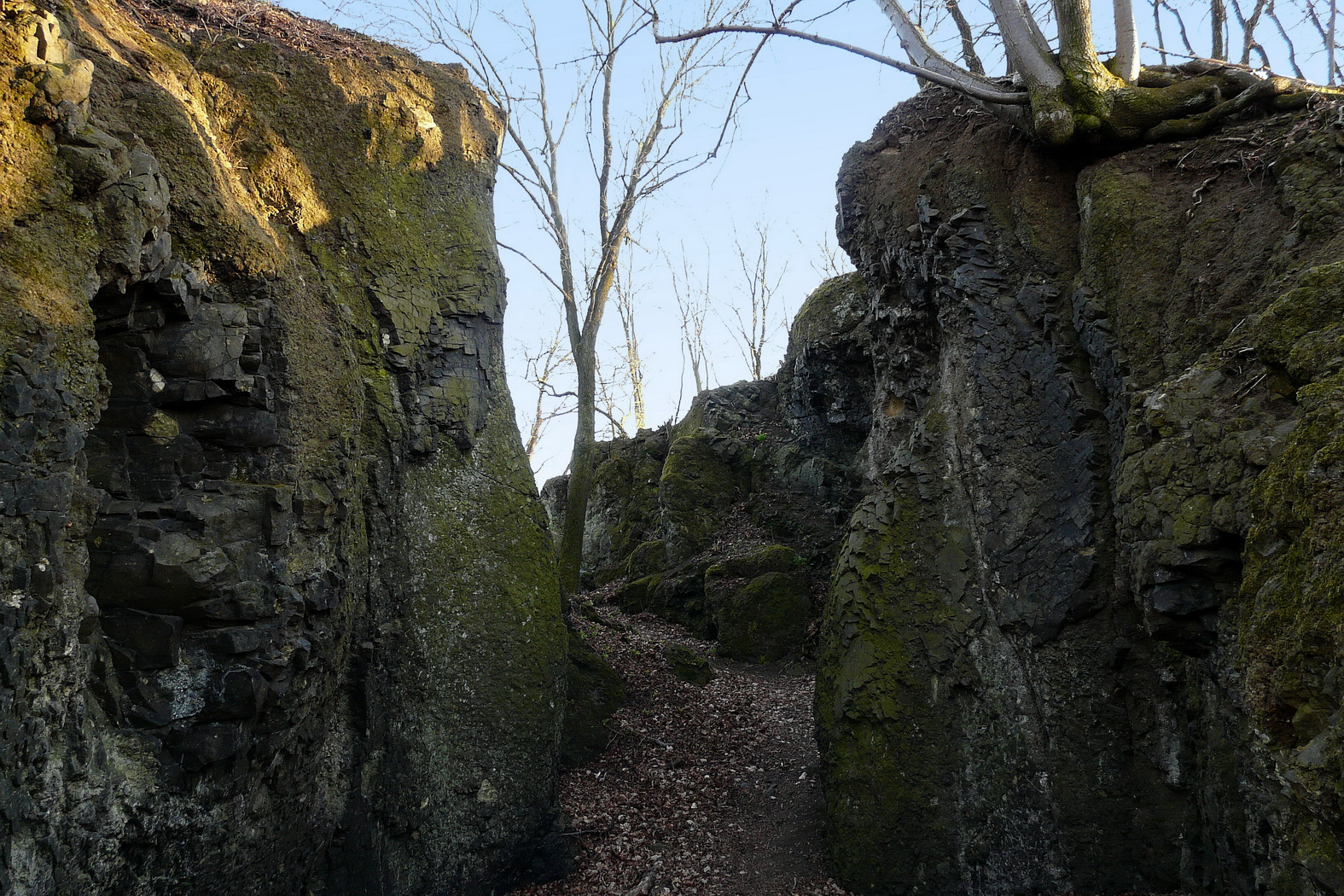
Čedičové skály na Babě